# Zazzau
Zazzau, également connu sous le nom d'Émirat de Zaria ou de Zazzau, est un État traditionnel dont le siège est dans la ville de Zaria, dans l'État de Kaduna, au Nigéria. L'émir actuel de Zazzau est Ahmed Nuhu Bamalli, qui a succédé à l'ancien émir, Alhaji Shehu Idris.

## Premier royaume haoussa
La source la plus importante pour l'histoire ancienne de Zazzau est une chronique composée au début du XXe siècle à partir d'une tradition orale. Il raconte l'histoire traditionnelle de la fondation des royaumes haoussa par Bayajidda, un aventurier arabe de Bagdad, et donne une liste des dirigeants ainsi que la durée de leurs règnes. Selon cette chronologie, le royaume haoussa ou habe d'origine daterait du XIe siècle, fondé par le roi Gunguma. Cette source en fait également l’un des sept États Hausa Bakwai. Le premier dirigeant le plus célèbre de Zazzau est la reine (ou la princesse) Amina, qui règne au milieu du XVe siècle ou XVIe siècle et qui est considérée par Muhammed Bello, comme ayant été la première à établir un royaume parmi les Haoussa.
Zazzau est un point de collecte pour les esclaves destinés aux marchés du nord de Kano et Katsina, où ils sont échangés contre du sel avec des commerçants qui les transportent au nord du Sahara. Selon l'histoire de la chronique, l'islam est introduit dans le royaume vers 1456, mais semble s'être répandu lentement, et les rituels païens ont continué jusqu'à la conquête peule de 1808. À plusieurs reprises au cours de son histoire, Zazzau est soumis à des États voisins tels que Songhaï, Bornu et Kwararafa.

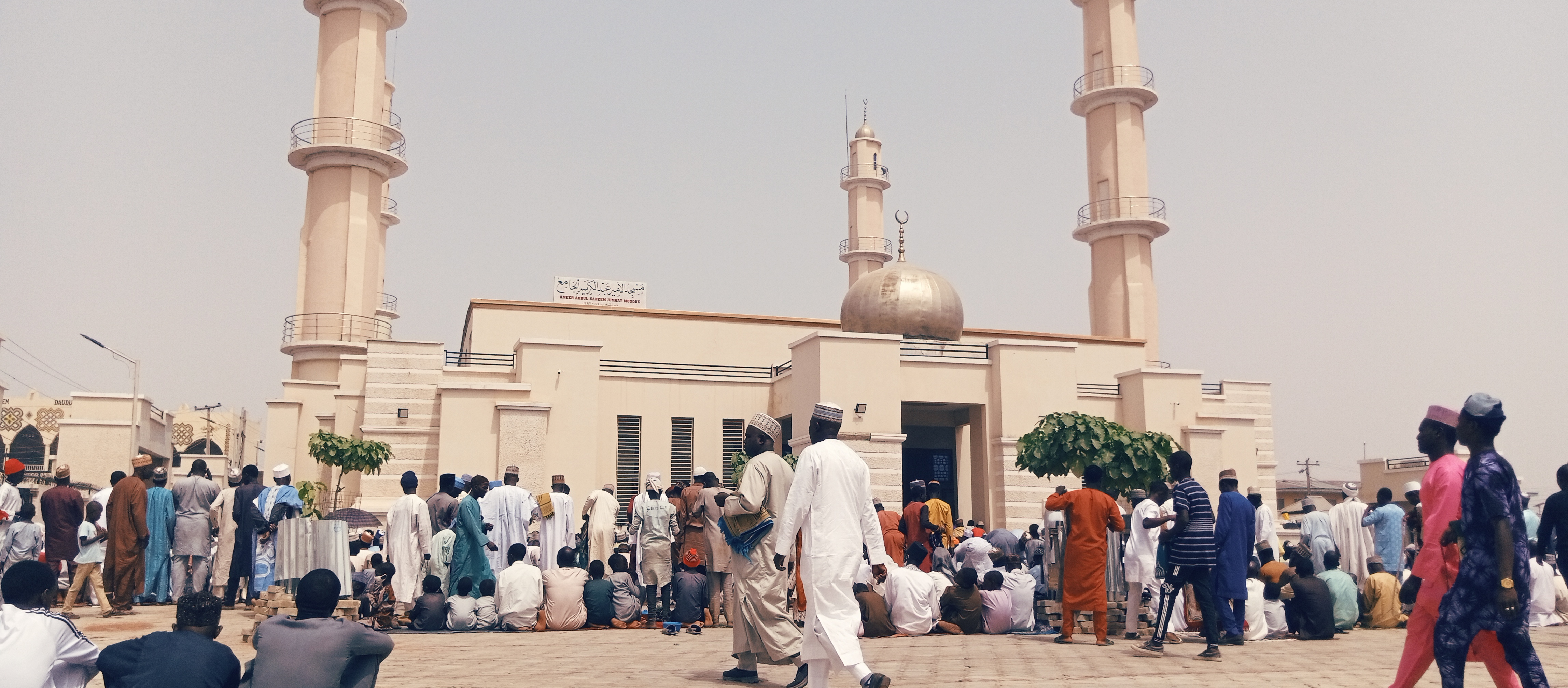
Mosquée du palais

## Émirat peul ultérieur
En décembre 1808, le royaume est conquis lors du jihad peul. Le dirigeant haoussa (Habe) s'enfuit à Abuja, où il établit un État aujourd'hui connu sous le nom d'Émirat de Suleja, conservant son indépendance et le titre de « Sarkin Zazzau ». Le dirigeant de l'émirat moderne de Zazzau utilise également le titre « Sarkin Zazzau » ou « Sarkin Zaria ». Le gouvernement de l'émirat de Zaria différait des autres émirats créés à cette époque en ce que les fonctions sont rarement héréditaires, mais sont attribuées en fonction du mérite ou de l'obligation.